# Groupe Canal+
Ne doit pas être confondu avec Canal+, Canal+ France, Canal+ (opérateur de télévision) ou Canalsat.
 (juin 2025).
- Si vous ne connaissez pas le sujet, laissez ce bandeau (vous pouvez alors contacter les auteurs).
- Si vous supprimez le contenu mis en cause (vous pouvez préalablement contacter les auteurs),

argumentez précisément cette suppression dans la page de discussion
(un manque de référence n'est pas un argument ; une recherche réelle de référence doit avoir été effectuée, être formellement documentée).
Le groupe Canal+, est une entreprise multinationale française présente dans le secteur des médias et des télécommunications, fondée en 1984 et contrôlée par le groupe Bolloré depuis 2012.
La multinationale édite et distribue la chaîne de télévision à péage Canal+ et ses déclinaisons, la plateforme Canalvod commercialisant un service de vidéo à la demande dans 36 pays, plusieurs chaînes thématiques payantes ainsi que des chaînes gratuites sur la télévision numérique terrestre en France, comme C8 (jusqu'au 28 février 2025), CNews et CStar. Par sa filiale Studiocanal, le groupe participe à la production et à la distribution de films de cinéma et il est aussi un opérateur fournisseur d'accès à internet du service payant « Canalbox », en Afrique francophone et dans les territoires ultramarins français.
Sur le plan international, Canal+ est présent dans les territoires ultramarins français et près de 52 pays, dont la France métropolitaine, 25 pays d’Afrique francophone avec Canal+ Afrique, 16 pays d'Afrique subsaharienne avec « MultiChoice », que Canal+ SA contrôle à 45,2 %, au Viêt Nam avec l'offre « K+ », en Birmanie et à Hong Kong avec le bouquet « Viu », contrôlé à 37,2 %, en Pologne avec Canal+ Pologne, en Belgique, aux Pays-Bas, en Tchéquie, en Hongrie, en Autriche, en Slovaquie et en Roumanie ainsi qu'en Suède, au Danemark, en Norvège et en Finlande avec Viaplay, contrôlé à 29,33 %.

## Historique
En 1999, UGC DA pour UGC-Droits Audiovisuels devient Canal+ Image. Cette nouvelle entité regroupe les participations et filiales de production, de gestion des catalogues et de droits dérivés du groupe Canal+ qui en détient 97 %. En mai 2019, le groupe Canal+ annonce l'acquisition au fonds d'investissement Astorg Partners de M7 Group, distributeur européen de chaînes satellite, pour un montant « légèrement supérieur à 1 milliard d'euros »,,.
Début juillet 2019, le groupe Canal+ annonce un plan de départs volontaires supprimant 500 postes sur les 2 800 existants, le pôle édition étant le plus impacté,,. Le 9 juillet, la direction rencontre les représentants des salariés pour leur signifier qu'au total, 492 postes seront supprimés, espérant que ces départs s'effectueront dans le cadre du volontariat. La direction justifie cette volonté de dégraisser par la concurrence avec les plateformes de streaming et la disparition progressive du football sur ses antennes.
Le 15 juillet 2019, le groupe Canal+ annonce le rachat des activités de distribution, de production et d'édition de chaînes d'Iroko, un géant nigérian de la VOD dont il est déjà actionnaire minoritaire,. Avec ce rachat, Canal espère se renforcer sur le marché de Nollywood, en pleine expansion ces dernières années,. En novembre 2019, le groupe Canal+ lance Hello, un flux vidéo numérique dédié à la création LGBTQ+. En fin d'année 2019, le Groupe Canal+ se renforce en termes de droits télévisés avec l'acquisition des droits de diffusion des deux principales affiches par journée de la Ligue des champions de l'UEFA pour la période 2021-2024. De plus, le groupe signe un accord avec BeIn Sports pour obtenir la sous-licence en exclusivité des droits 2020-2024 de la Ligue 1, comprenant deux matches par journée, en échange d'une distribution exclusive des chaînes de BeIn Sports par le groupe Canal+.
En septembre 2021, le groupe Canal+ annonce l'acquisition d'une participation de 70 % dans SPI International, une entreprise ayant des dizaines de chaînes thématiques dans différents pays. Le 15 février 2022, Canal+ annonce un partenariat avec le groupe Paramount afin de permettre l'accès à ses abonnés de l'offre Ciné Séries en France métropolitaine à la plateforme de streaming Paramount+ pour décembre 2022. Elle devient accessible à tous les abonnés de France métropolitaine le 20 août 2024.
En juillet 2023, un audit interne dévoile que le groupe subit de lourdes pertes annuelles s'élevant à 26 millions d'euros. En décembre 2023, la société mère de Canal+, Vivendi, annonce réaliser une étude de faisabilité concernant un projet de scission de ses activités en 4 entités : Canal+, Havas, une société d'édition et de distribution (regroupant Lagardère et Prisma Media) ainsi qu'une société d'investissement.
En juin 2024, le groupe Canal+ annonce monter progressivement au capital de « Viu », une plateforme de vidéo à la demande originaire de Hong Kong, considéré comme un leader en Asie et pour lequel il acquiert 36,8 % des parts en juin.
En décembre 2024, l'intersyndicale de Canal+ annonce la suppression à venir de 250 postes au sein du groupe, dont 150 en lien direct avec la fermeture de la chaîne C8 fin février 2025. Le 30 octobre 2024, la société mère du groupe Canal+, Vivendi, annonce que les résolutions de sa scission seront soumises au vote des actionnaires lors de l'assemblée générale mixte le 9 décembre suivant. La scission de la société mère prévoit un élargissement du périmètre du groupe Canal+, apportant le fournisseur d'accès à internet GVA, opérant sous la marque Canalbox en Afrique francophone, la plateforme Dailymotion, ainsi que la salle de spectacle l'Olympia, le théâtre de l'Œuvre à Paris et les salles CanalOlympia en Afrique,. Une société holding de droit français nommée « Canal+ SA » doit prendre la place de Vivendi en tant que société mère du groupe Canal+ et serait admise sur la bourse de Londres. La scission est effective le 16 décembre 2024, pour une introduction à la bourse de Londres le même jour,.

## Activités
| Participations                | Divisions                                                 | Filiales                                                         | Filiales                                                         | Pays |
| ----------------------------- | --------------------------------------------------------- | ---------------------------------------------------------------- | ---------------------------------------------------------------- | --- |
| Dailymotion                   | Dailymotion                                               | Dailymotion                                                      | Dailymotion                                                      | France |
| Olympia et Théâtre de l'Œuvre | Olympia et Théâtre de l'Œuvre                             | Olympia et Théâtre de l'Œuvre                                    | Olympia et Théâtre de l'Œuvre                                    | France |
| CanalOlympia                  | CanalOlympia                                              | CanalOlympia                                                     | CanalOlympia                                                     | Bénin, Burkina Faso, Cameroun, République du Congo, Gabon, Guinée, Niger, Sénégal, Togo, Madagascar, Rwanda |
| Groupe Canal+ S.A. (100 %)    | Canal+ France                                             | Canal+ France                                                    | Canal+ France                                                    | France |
| Groupe Canal+ S.A. (100 %)    | Canal+ Brand Solutions                                    |                                                                  |                                                                  | France |
| Groupe Canal+ S.A. (100 %)    | Canal+ International                                      | SPI International B.V.                                           | FilmBox International Ltd.                                       | Royaume-Uni (siège), République tchèque, Roumanie, Serbie, Hongrie, Bulgarie, Ukraine, Russie, Turquie      |
| Groupe Canal+ S.A. (100 %)    | Canal+ International                                      | SPI International B.V.                                           | Mediabox Broadcasting International Limited                      | Royaume-Uni (siège), République tchèque, Roumanie, Serbie, Hongrie, Bulgarie, Ukraine, Russie, Turquie      |
| Groupe Canal+ S.A. (100 %)    | Canal+ International                                      | SPI International B.V.                                           | FilmBox+ (plateforme)                                            | Hongrie, Pologne, Roumanie                                                                                  |
| Groupe Canal+ S.A. (100 %)    | Canal+ International                                      | Canal+ Afrique                                                   | Canal+ Afrique                                                   | Bénin, Burkina Faso, Cameroun, République du Congo, Gabon, Guinée, Niger, Sénégal, Togo, Madagascar, Rwanda |
| Groupe Canal+ S.A. (100 %)    | Canal+ International                                      | Canal+ Luxembourg S.àr.l. (M7 Group)                             | Canal+ (Austria) (plateforme)                                    | Autriche |
| Groupe Canal+ S.A. (100 %)    | Canal+ International                                      | Canal+ Luxembourg S.àr.l. (M7 Group)                             | Canal+ (Česka Republika & Slovensko) (plateforme)                | République tchèque, Slovaquie                                                                               |
| Groupe Canal+ S.A. (100 %)    | Canal+ International                                      | Canal+ Luxembourg S.àr.l. (M7 Group)                             | Canal+ (Nederland) (plateforme)                                  | Pays-Bas |
| Groupe Canal+ S.A. (100 %)    | Canal+ International                                      | Canal+ Luxembourg S.àr.l. (M7 Group)                             | Télésat                                                          | Belgique |
| Groupe Canal+ S.A. (100 %)    | Canal+ International                                      | Canal+ Luxembourg S.àr.l. (M7 Group)                             | TV Vlaanderen                                                    | Belgique |
| Groupe Canal+ S.A. (100 %)    | Canal+ International                                      | Canal+ Luxembourg S.àr.l. (M7 Group)                             | Canal+ Action                                                    | Pays-Bas, Autriche, République tchèque, Slovaquie, Hongrie                                                  |
| Groupe Canal+ S.A. (100 %)    | Canal+ International                                      | Canal+ Luxembourg S.àr.l. (M7 Group)                             | Kino Polska Group (65 %)                                         | Pologne |
| Groupe Canal+ S.A. (100 %)    | Canal+ International                                      | Canal+ Luxembourg S.àr.l. (M7 Group)                             | Stopklatka S.A. (99,62 %)                                        | Pologne |
| Groupe Canal+ S.A. (100 %)    | Canal+ International                                      | Canal+ Polska S.A. (51 %)                                        |                                                                  | Pologne |
| Groupe Canal+ S.A. (100 %)    | Canal+ International                                      | Théma                                                            | Planète+ Canada                                                  | Canada |
| Groupe Canal+ S.A. (100 %)    | Canal+ International                                      | Théma                                                            | Studiocanal TV Canada                                            | Canada |
| Groupe Canal+ S.A. (100 %)    | Canal+ International                                      | Théma                                                            | Théma America                                                    | États-Unis                                                                                                  |
| Groupe Canal+ S.A. (100 %)    | Canal+ International                                      | K+ (Vietnam Satellite Digital Television Company Limited) (50 %) | K+ (Vietnam Satellite Digital Television Company Limited) (50 %) | Vietnam |
| Groupe Canal+ S.A. (100 %)    | Canal+ International                                      | Viaplay Group (Détenu à 29,33 %),                                | Viaplay Group (Détenu à 29,33 %),                                | Suède, Norvège, Danemark, Finlande                                                                          |
| Groupe Canal+ S.A. (100 %)    | Canal+ International                                      | Viu International (Détenu à 36,8 %)                              | Viu International (Détenu à 36,8 %)                              | Hong Kong                                                                                                   |
| Groupe Canal+ S.A. (100 %)    | Canal+ International                                      | Canal+ Maurice                                                   | Canal+ Maurice                                                   | Maurice |
| Groupe Canal+ S.A. (100 %)    | Canal+ International                                      | Canal+ Suisse                                                    | Canal+ Suisse                                                    | Suisse |
| Groupe Canal+ S.A. (100 %)    | Canal+ International                                      | Canal+ Caraïbes                                                  | Canal+ Caraïbes                                                  | France ( Guadeloupe, Martinique, Saint-Martin, Guyane, Saint-Barthélemy), Haïti                             |
| Groupe Canal+ S.A. (100 %)    | Canal+ International                                      | Canal+ Réunion                                                   | Canal+ Réunion                                                   | France ( La Réunion, Mayotte), Comores                                                                      |
| Groupe Canal+ S.A. (100 %)    | Canal+ International                                      | Canal+ Calédonie                                                 | Canal+ Calédonie                                                 | France ( Nouvelle-Calédonie, Wallis-et-Futuna), Vanuatu, Australie                                          |
| Groupe Canal+ S.A. (100 %)    | Canal+ International                                      | Canal+ Polynésie                                                 | Canal+ Polynésie                                                 | France ( Polynésie française)                                                                               |
| Groupe Canal+ S.A. (100 %)    | Canal+ Rights                                             | Canal+ Rights                                                    | Canal+ Rights                                                    | France |
| Groupe Canal+ S.A. (100 %)    | Canal+ Tech                                               |                                                                  |                                                                  | France |
| Groupe Canal+ S.A. (100 %)    | CStar                                                     |                                                                  |                                                                  | France |
| Groupe Canal+ S.A. (100 %)    | CNews (Société d'exploitation d'un service d'information) |                                                                  |                                                                  | France |
| Groupe Canal+ S.A. (100 %)    | Canal+ Thématiques                                        | Canal+ Thématiques Sport                                         | Canal+ Thématiques Sport                                         | France |
| Groupe Canal+ S.A. (100 %)    | Canal+ Thématiques                                        | Mezzo S.A. (50 %)                                                |                                                                  | France |
| Groupe Canal+ S.A. (100 %)    | Canal+ Thématiques                                        | Ciné+ OCS                                                        |                                                                  | France |
| Groupe Canal+ S.A. (100 %)    | Canal+ Thématiques                                        | Planète + Crime (66 %)                                           |                                                                  | France |
| Groupe Canal+ S.A. (100 %)    | Société d'édition de Canal+                               | Sport+                                                           | Sport+                                                           | France |
| Groupe Canal+ S.A. (100 %)    | Société d'édition de Canal+                               | Nulle Part Ailleurs Production                                   |                                                                  | France |

### En France
Le 12 décembre 2005, Vivendi Universal, maison mère de Canal+ annonce qu'un accord est intervenu pour la fusion entre TPS (bouquet de télévision détenu par le groupe TF1 et le groupe M6) et Canalsat. Avec l'autorisation du Ministère de l'Économie et des Finances, ainsi qu'à l'assemblée générale le 4 janvier 2007[réf. nécessaire], la société Canal+ France est constituée lors de la fusion en mars 2007 de TPS et de Canalsat et est codétenu par le groupe TF1 (9,9 %), le groupe M6 (5,1 %), Lagardère (20 %) et le Groupe Canal+ (65 %). Le 2 avril 2007, le bouquet le « Nouveau Canalsat » est lancé. À compter du 21 mars 2007, le bouquet TPS n'est plus commercialisée. Les actions du groupe TF1 dans Canal+ France sont totalement revendues au Groupe Canal+ en janvier 2008. Le bouquet TPS cesse définitivement d'émettre le 31 décembre 2008. Puis le groupe M6 cède ses parts dans Canal+ France au Groupe Canal+ en 2010. En revanche, la chaîne premium de TPS: TPS Star est préservée. Cela constitue l'une des conditions pour la fusion. Elle est également disponible sur la TNT nationale payante jusqu'en 2012. Enfin la participation de Lagardère, héritage de Canalsat, bouquet lancé ensemble en 1992, est cédée à Vivendi en octobre 2013, pour plus d'un milliard d'euros. Après que les actionnaires issus de la fusion entre TPS et Canalsat se sont progressivement retirés jusqu'en 2013, Canal+ France est pleinement intégrée et dissoute dans le Groupe Canal+ en janvier 2014.
Le groupe Canal+, spécialiste de la télévision à péage, exploite la chaîne d'information i>Télé (CNews) dont elle assure le budget annuel depuis sa création en 1999. Toutefois, à partir de 2005, le groupe Canal+ a souhaité abandonner le modèle payant pour i>Télé afin de la diffuser en clair ou en accès gratuit sur les différents réseaux de télédiffusion (TNT, satellite, IP TV, etc.). Dès lors, la stratégie du groupe a consisté à développer les ressources publicitaires de son unique chaîne gratuite. Avec l'apparition et le succès rapide d'audience de sa concurrente BFM TV, le groupe a choisi de renforcer sa politique marketing, jusqu'à employer certaines pratiques controversées. Ainsi, le groupe a été condamné en appel, le 17 juin 2009 pour concurrence déloyale, contre la chaîne BFM TV. Selon les tribunaux, en forçant les récepteurs Canalsat à s'allumer sur la chaîne i>Télé, le groupe Canal+ a pénalisé sa concurrente BFM TV, en particulier en influençant la mesure d'audience ; les deux chaînes d'information dépendant des ressources publicitaires[réf. nécessaire].
En septembre 2012, le groupe Canal+ prend le contrôle des chaînes de télévision Direct 8 et Direct Star auprès du groupe Bolloré, qui en échange, accède à une participation de 4,41 % du capital de Vivendi.
En France, avec l'ensemble de ses offres payantes, le Groupe Canal+ compte en 2013 plus de six millions d'abonnés au total.
Depuis novembre 2016, les chaînes Canal+ et le bouquet Canalsat ont fusionné dans une seule offre : CANAL.
En avril 2017, Canal+ et M6 portent plainte auprès de l'ALPA contre un site permettant de regarder la télévision gratuitement dont les chaines Canal+. Selon Médiamétrie, le site aurait été visité par 150 000 visiteurs français uniques mensuels, avec une audience en hausse. Il y aurait eu plus de 800 000 membres recensés. Le site ferme ses portes en décembre 2017, soit 8 mois après son ouverture. L'auteur risque une peine de trois ans de prison et une amende de 300 000 euros d’amende, soit l'équivalent que Canal+ aurait bénéficié. Ce sont les peines maximales prévues par le Code de la propriété intellectuelle. Le matériel utilisé reste inconnu.
Le 9 janvier 2023, le Groupe Canal+ annonce avoir racheté les chaînes OCS et Orange Studio au groupe Orange cependant l’Autorité de la concurrence rendra son verdict à l'été 2023, jusque là Orange reste propriétaire d’OCS et Orange Studio.

#### Canal+
La Société d’édition de Canal Plus (SECP) (anciennement Canal + SA) détenue à 48,48 % par le groupe Canal+ est cotée à la Bourse de Paris[réf. nécessaire]. Elle comprend la chaîne française de télévision à péage Canal+ ainsi que ses déclinaisons Les Chaînes Canal+ (Canal+ Grand Écran, Canal+ Box Office, Canal+ Cinéma(s), Canal+ Sport 360, Canal+ Foot, Canal+ Sport, Canal+ Kids, Canal+ Séries et Canal+ Docs) disponibles sur le câble, le satellite et l'IPTV. Mais aussi Sport+ (99,84 %) qui édite par ailleurs Golf+ ainsi que Nulle part ailleurs Production (99,97 %) mais aussi le fond Kindia+ et la fondation d’entreprise Canal+ pour le cinéma.

#### Canal+ Thématiques
Le groupe Canal+ contrôle l'éditeur de chaînes payantes CANAL+ THÉMATIQUES (anciennement MultiThématiques) ; les 6 chaînes Ciné+ OCS : OCS, Ciné+ Frisson, Ciné+ Émotion, Ciné+ Family, Ciné+ Festival et Ciné+ Classic ; les 3 chaînes Planète+ : Planète+, Planète+ Aventure et Planète+ Crime (CANAL+ THÉMATIQUES 66 % - France Télévisions 34 %) ; les 2 chaînes Télétoon+ : Télétoon+, Télétoon+ 1 ; Piwi+ ; Comédie+ ; Infosport+ ; Seasons ; chaînes complémentaires payantes, Pink TV (participation de 17,52 %).

#### Canal+
Le groupe Canal+ édite le service de vidéos à la demande Canalplay. Ce service est spécialisé dans la distribution et la commercialisation de contenus vidéo via Internet, principalement en transmission de flux (streaming), à la séance (VàD) ou bien par abonnement. Le groupe contrôle surtout le bouquet de télévision par satellite initialement lancé sous la dénomination Canalsatellite en mode analogique le 14 novembre 1992, puis en mode numérique le 27 avril 1996.
| Logo | Nom de la chaîne      | Date de création  | Propriétaire                                      |
| ---- | --------------------- | ----------------- | ------------------------------------------------- |
|      | Canal+                | 4 novembre 1984   | Société d'Édition de Canal Plus                   |
|      | Seasons               | 1er novembre 1996 | Canal+ Thématiques                                |
|      | Mezzo                 | 21 mars 1998      | Mezzo                                             |
|      | Canal+ Sport          | 1 novembre 2003   | Société d'Édition de Canal Plus                   |
|      | Ciné+ Classic         | 17 mai 2011       | Canal+ Thématiques                                |
|      | Ciné+ Émotion         | 17 mai 2011       | Canal+ Thématiques                                |
|      | Ciné+ Frisson         | 17 mai 2011       | Canal+ Thématiques                                |
|      | Comédie+              | 17 mai 2011       | Canal+ Thématiques                                |
|      | Infosport+            | 17 mai 2011       | Société d'Édition de Canal Plus                   |
|      | Piwi+                 | 17 mai 2011       | Canal+ Thématiques                                |
|      | Planète+              | 17 mai 2011       | Canal+ Thématiques                                |
|      | Télétoon+             | 17 mai 2011       | Canal+ Thématiques                                |
|      | Télétoon+ 1           | 17 mai 2011       | Canal+ Thématiques                                |
|      | Golf+                 | 4 juillet 2012    | Canal+ Thématiques                                |
|      | Canal+ Séries         | 21 septembre 2013 | Société d'Édition de Canal Plus                   |
|      | CStar                 | 5 septembre 2016  | CStar                                             |
|      | CNews                 | 27 février 2017   | Société d'Exploitation d'un Service d'Information |
|      | Novelas TV (en)       | 26 septembre 2017 | Thema                                             |
|      | Polar+                | 26 septembre 2017 | Canal+ Thématiques                                |
|      | CStar Hits France     | 27 février 2018   | Canal+ Thématiques                                |
|      | Canal+ Premier League | 26 décembre 2019  | Canal+ Thématiques                                |
|      | Olympia TV            | 21 janvier 2020   | Canal+ Thématiques                                |
|      |                       | 9 septembre 2021  | Canal+ Thématiques                                |
|      | Canal+ Kids           | 9 septembre 2021  | Canal+ Thématiques                                |
|      | Planète+ Aventure     | 25 janvier 2022   | Canal+ Thématiques                                |
|      | Planète+ Crime        | 25 janvier 2022   | Planète + Crime                                   |
|      | Canal+ Grand Écran    | 8 février 2022    | Canal+ Thématiques                                |
|      | Canal+ Foot           | 31 août 2022      | Canal+ Thématiques                                |
|      | Canal+ Sport 360      | 31 août 2022      | Canal+ Thématiques                                |
|      | Mezzo Live            | 22 mars 2023      | Mezzo                                             |
|      | Canal+ Box Office     | 1 septembre 2023  | Canal+ Thématiques                                |
|      | Canal+ Cinéma(s)      | 1 septembre 2023  | Société d'Édition de Canal Plus                   |
|      | Ciné+ Family          | 3 juillet 2024    | Canal+ Thématiques                                |
|      | Ciné+ Festival        | 3 juillet 2024    | Canal+ Thématiques                                |
|      | OCS                   | 3 juillet 2024    | OCS                                               |
|      | Canal+ Live 1 à 19    | 10 septembre 2024 | Canal+ Thématiques Sport                          |

## Filiales dans le monde

### Outre-mer
Dans l'outre-mer français, le groupe Canal+ est présent dans les Antilles (Guadeloupe, Guyane, Martinique, Saint-Barthélemy, Saint-Martin) via sa filiale Canal+ Caraïbes. Le groupe est également présent sur l'île de la Réunion et à Mayotte via sa filiale Canal+ Réunion. À travers sa filiale Canal+ Calédonie, le groupe est présent en Nouvelle-Calédonie et à Wallis-et-Futuna.

### Afrique
Le groupe Canal+ est présent dans 20 pays africains à travers 15 filiales.
En Afrique francophone, sa filiale Canal+ International édite 32 chaînes spécifiques (Maboke TV, chaîne en lingala, Nollywood TV, A+ Ivoire, Nathan TV – 1re chaîne éducative en langue française, etc.) et finance des programmes dédiés à ses abonnés en Afrique - comme des séries Canal+ Originals telles que Invisibles ou Cacao. Canal+ Afrique y exploite Les Bouquets Canal+ dans une quarantaine de pays d'Afrique de l'ouest et subsaharienne.
Dans l'océan Indien, le groupe est présent dans les Comores via sa filiale Canal+ Réunion et sur l'île Maurice à travers sa filiale Canal+ Maurice.
En Afrique anglophone et lusophone, le groupe Canal+ est actionnaire du groupe sud-africain MultiChoice (en) depuis 2020, avec une participation initiale de 12 %. Cette participation monte en septembre 2021 à 15,37 %.
| Logo | Chaîne                                              | Date de création  |
| ---- | --------------------------------------------------- | ----------------- |
|      | A+                                                  | 24 octobre 2014   |
|      | A+ Ivoire                                           | 15 janvier 2019   |
|      | A+ Bénin                                            | 24 juillet 2023   |
|      | Nollywood TV La chaîne de fiction africaine         | 5 octobre 2012    |
|      | Nollywood TV Epic La chaîne des légendes            | 2017              |
|      | Novelas TV Vivez des émotions fortes sur Novelas TV | 24 mars 2015      |
|      | Novelas TV Cameroun                                 |                   |
|      | Novelas TV Ivoire                                   |                   |
|      | Novegasy                                            | 30 juillet 2018   |
|      | Sunu Yeuf                                           | 7 novembre 2019   |
|      | Nathan+(codétenues)                                 | 30 septembre 2021 |
|      | Maboke TV                                           | 2 novembre 2021   |
|      | Zacu TV                                             | 3 octobre 2022    |
|      | Cuisines                                            |                   |

### Europe
En Europe, le groupe Canal+ est présent en Allemagne, en Belgique, en Pologne, en Autriche, aux Pays-Bas, en Hongrie, en Tchéquie, en Slovaquie et en Roumanie. Le groupe n'est plus présent en Italie, en Espagne, en Polynésie française, en Scandinavie où les activités ont été cédées à des groupes nationaux. Les activités de Canal+ ont également été arrêtées au Maghreb, où le groupe a proposé notamment Canal+ Maghreb jusqu'en 2012.

#### En Belgique et aux Pays-Bas
À travers sa filiale M7 Group (officiellement Canal+ Luxembourg (en)), Canal+ est de nouveau actif aux Pays-Bas (Canal Digitaal) et en Belgique (Télésat et TV Vlaanderen), où il y avait été implanté dans le passé.

#### En Autriche, en Hongrie, en Tchéquie et Slovaquie
À travers M7 Group, le groupe Canal+ est aussi présent en Autriche avec HD Austria et sa filiale Canal+ Austria pour le lancement d'une plateforme SVOD en 2022 avec l’opérateur A1 Telekom Austria.
Le groupe est également présent en Hongrie (Direct One), Tchéquie et Slovaquie (Skylink) et en Roumanie (FocusSat)[réf. souhaitée].

#### En Pologne
En Pologne, le groupe Canal+ est présent à travers sa filiale Canal+ Polska – anciennement Canal+ Cyfrowy et Cyfra+ – co-détenu à 75 % avec LGI Ventures (25 %). Canal+ Cyfrowy comptait à la fin 2008 plus de 1,380 million d'abonnés. En 2013, à l'instar de ce qu'il a fait sur le marché français, il absorbe son principal concurrent « N » exploité par ITI group. Après fusion la nouvelle entité NC+, dont le capital est réparti entre le groupe Canal+ (51 %), LGI Ventures (17 %) et ITI group (32 %), exploite notamment Canal+, Canal+ Film, Canal+ Sport, Canal+ Film 2, Canal+ Familly, Canal+ familly 2 ainsi que les chaînes thématiques Hyper+, Domo+, Planete+, Ale Kino+, Kuchnia+, MiniMini+, Teletoon. NC+ est renommé Canal+ en 2019.
| Logo                          | Nom de la chaîne                    | Date de création  | Propriétaire        |
| ----------------------------- | ----------------------------------- | ----------------- | ------------------- |
|                               | Mezzo                               | 21 mars 1998      | Mezzo               |
|                               | Kino Polska                         | 20 décembre 2003  | Kino Polska TV S.A. |
|                               | Canal+ Sport                        | 11 mars 2004      | Canal+ Polska       |
|                               | Canal+ Film                         | 12 mars 2004      | Canal+ Polska       |
|                               | FilmBox Family                      | 5 septembre 2008  | Kino Polska TV S.A. |
|                               | Kino Polska Muzyka                  | 16 mai 2011       | Kino Polska TV S.A. |
|                               | Teletoon+                           | 1 octobre 2011    | Canal+ Polska       |
|                               | Ale Kino+                           | 11 novembre 2011  | Canal+ Polska       |
|                               | MiniMini+                           | 11 novembre 2011  | Canal+ Polska       |
|                               | Planete+                            | 11 novembre 2011  | Canal+ Polska       |
|                               | FilmBox Action                      | 4 septembre 2012  | Kino Polska TV S.A. |
|                               | FilmBox Arthouse                    | 31 janvier 2014   | Kino Polska TV S.A. |
|                               | Canal+ 1                            | 11 mai 2015       | Canal+ Polska       |
|                               | Canal+ Seriale                      | 11 mai 2015       | Canal+ Polska       |
|                               | Canal+ Sport 2                      | 11 mai 2015       | Canal+ Polska       |
|                               | Zoom TV                             | 25 octobre 2016   | Kino Polska TV S.A. |
|                               | Canal+ Now                          | 15 août 2017      | Canal+ Polska       |
|                               | FilmBox Premium HD                  | 12 septembre 2017 | Kino Polska TV S.A. |
|                               | Kino TV                             | 12 septembre 2017 | Kino Polska TV S.A. |
| [[Fichier:\|centré\|60x60px]] | Canal+ 4K Ultra HD                  | 15 mai 2018       | Canal+ Polska       |
|                               | FilmBox Extra HD                    | 7 janvier 2019    | Kino Polska TV S.A. |
|                               | Canal+ Dokument                     | 1 juin 2019       | Canal+ Polska       |
|                               | Canal+ Sport 3                      | 11 juillet 2019   | Canal+ Polska       |
|                               | Canal+ Sport 4                      | 11 juillet 2019   | Canal+ Polska       |
|                               | Stopklatka (kanał telewizyjny) (pl) | 20 décembre 2019  | Stopklatka S.A.     |
|                               | Canal+ Premium                      | 1 mai 2020        | Canal+ Polska       |
|                               | Novelas+                            | 28 décembre 2020  | Thema               |
|                               | Canal+ Domo                         | 15 avril 2021     | Canal+ Polska       |
|                               | Canal+ Kuchnia                      | 15 avril 2021     | Canal+ Polska       |
|                               | Canal+ Sport 5                      | 4 avril 2022      | Canal+ Polska       |
|                               | Novelas+ 1                          | 1 mars 2024       | Thema               |
|                               | Canal+ Extra 1 à 7                  | 20 août 2024      | Canal+ Polska       |
|                               | Canal+ 360                          | 13 septembre 2024 | Canal+ Polska       |
|                               | GameToon HD                         | ?                 | Kino Polska TV S.A. |
|                               | FightBox HD                         | ?                 | Kino Polska TV S.A. |
|                               | DocuBox HD                          | ?                 | Kino Polska TV S.A. |
|                               | FashionBox HD                       | ?                 | Kino Polska TV S.A. |
|                               | Fast&FunBox HD                      | ?                 | Kino Polska TV S.A. |
|                               | 360TuneBox                          | ?                 | Kino Polska TV S.A. |
|                               | FunBox UHD                          | ?                 | Kino Polska TV S.A. |

#### Aux Pays-Bas
Aux Pays-Bas, en plus de sa présence avec Canal Digitaal à travers le Canal+ Luxembourg (en) (M7 Group), le groupe détient SPI International (en) qui opère 62 chaînes thématiques sur 6 continents. Sa plateforme de SVOD FilmBox+ (en) est distribuée par sa filiale britannique FilmBox International en Slovaquie, en Roumanie, en Pologne, en République tchèque, en Serbie, et en Albanie. Son équivalent Film1 est distribué aux Pays-Bas.

### Océanie
En Australie, le groupe distribue Canal+ Australie, anciennement Le Bouquet français (LBF). À travers sa filiale Canal+ Calédonie, le groupe Canal+ est également présent au Vanuatu.

### Asie

#### Au Viêt Nam
Au Viêt Nam, le groupe Canal+ distribue K+, un bouquet de chaînes locales et internationales, co-détenu par avec Télé-Viêt Nam, l'entreprise nationale de télédiffusion vietnamienne.
| Logo | Nom de la chaîne | Date de création | Propriétaire                                         |
| ---- | ---------------- | ---------------- | ---------------------------------------------------- |
|      | K+ Sport 1       | 1 octobre 2021   | Vietnam Satellite Digital Television Company Limited |
|      | K+ Sport 2       | 1 octobre 2021   | Vietnam Satellite Digital Television Company Limited |
|      | K+ Cine          | 1 octobre 2021   | Vietnam Satellite Digital Television Company Limited |
|      | K+ Kids          | 1 octobre 2021   | Vietnam Satellite Digital Television Company Limited |
|      | K+ Action        | 16 octobre 2023  | Vietnam Satellite Digital Television Company Limited |
|      | K+ Live 1        | ?                | Vietnam Satellite Digital Television Company Limited |
|      | K+ Live 2        | ?                | Vietnam Satellite Digital Television Company Limited |

#### En Birmanie
En Birmanie, le groupe distribue sa version locale Canal+ Myanmar (en) avec 80 chaînes thématiques dont 9 chaînes Canal+ en langue birmane, en partenariat avec l'entreprise birmane privée Forever Group (en), réputée proche de l'armée birmane.
| Logo | Nom de la chaîne | Date de création | Propriétaire           |
| ---- | ---------------- | ---------------- | ---------------------- |
|      | Canal+ Action    | 29 janvier 2018  | Canal+ Myanmar Limited |
|      | Canal+ Cha Tate  | 29 janvier 2018  | Canal+ Myanmar Limited |
|      | Canal+ Kyi Lite  | 29 janvier 2018  | Canal+ Myanmar Limited |
|      | Canal+ Mae Madi  | 29 janvier 2018  | Canal+ Myanmar Limited |
|      | Canal+ Pu Tu Tue | 29 janvier 2018  | Canal+ Myanmar Limited |
|      | Canal+ Sports 1  | 29 janvier 2018  | Canal+ Myanmar Limited |
|      | Canal+ Sports 2  | 29 janvier 2018  | Canal+ Myanmar Limited |
|      | Canal+ Su Sann   | 29 janvier 2018  | Canal+ Myanmar Limited |
|      | Canal+ Zat Lenn  | 29 janvier 2018  | Canal+ Myanmar Limited |
|      | Canal+ Sports 3  | ?                | Canal+ Myanmar Limited |
|      | FightBox HD      | ?                | SPI International B.V. |
|      | FilmBox Arthouse | ?                | SPI International B.V. |

### Amérique
Au Canada, le groupe Canal+ propose sa chaîne StudioCanal TV Canada depuis 2018. Elle est distribuée par sa filiale Thema Canada. Une première expérience a eu lieu en décembre 2013 en proposant du contenu sur Dailymotion au public québécois et canadien avec abonnement à 8 $ par mois, mais l'aventure s'est terminée en novembre 2015. Entre 2017 et 2020, le groupe a commercialisé la chaîne Canal+ International, après autorisation de diffusion au Canada par le CRTC. Thema Canada arrête sa diffusion le 30 janvier 2020.
Dans les Caraïbes, le groupe Canal+ est également présent en Haïti via sa filiale Canal+ Caraïbes qui distribue Canal+ dans l'outre-mer français.
Au Brésil, le groupe Canal+ est présent via sa filiale SPI International (en) qui y distribue des chaînes thématiques, ainsi que sa plateforme de SVOD FilmBox Ondemand (en).
| Logo | Nom de la chaîne                           | Date de création | Propriétaire |
| ---- | ------------------------------------------ | ---------------- | ------------ |
|      | Planète+ (Canada) (HD) Chaîne documentaire | 19 juin 2002     | Thema        |

## Studiocanal
Filiale à 100 % du groupe Canal+, Studiocanal est un acteur important en Europe pour le financement, l'acquisition et la distribution de films.
S'appuyant sur un catalogue comptant plus de 5 000 titres, Studiocanal se positionne sur différents métiers du secteur cinématographique : coproduction, acquisition et distribution de film en salles, vidéo/VàD, télé et ventes internationales. Studiocanal est devenue un acteur européen majeur en opérant directement dans différents territoires comme la France, le Royaume-Uni (rachat d'Optimum Releasing en 2006) ou l'Allemagne (rachat de Kinowelt en 2008). Depuis le rachat en 2010 de Hoyts Distribution, Studiocanal intervient désormais aussi en Australie et en Nouvelle-Zélande.

## Anciennes activités

### Paris Saint-Germain (1991-2006)
Inquiet des difficultés financières du club de la capitale française, le Maire de Paris, Jacques Chirac, souhaite qu'un repreneur soit trouvé, idéalement par un média français. Il charge Bernard Brochand de sonder les différents patrons de presse. Un accord est trouvé avec le Groupe Canal+ qui prend le pouvoir le 31 mai 1991 et investit le 12 juin 1991 dans le PSG à hauteur de 39,8 % des actions de la Société Anonyme à Objet Sportif (SAOS) nouvellement créée. Michel Denisot, animateur phare de la chaîne, devient vice-président délégué du club (puis président-délégué à partir de 1993) et Pierre Lescure, directeur général du groupe (futur PDG en 1994), est nommé président de la SAOS.
Jusqu'en 1998, le club conserve des finances saines, profitant de ses excellents résultats sportifs tant sur la scène française qu'européenne, mais également de la hausse des droits tv et du doublement de la fréquentation du Parc des Princes. Le club s'installe durablement dans le top 3 du championnat français et étoffe son palmarès sur cette période (1991-1998) : 1 Championnat, 3 Coupes de France, 2 Coupes de la Ligue, 1 Trophée des champions, mais surtout une coupe européenne : la Coupe des Coupes en 1996. En avril 1997, l'Association PSG, laquelle détient jusque là 51 % des parts de la SAOS, porte le Groupe Canal+ comme actionnaire majoritaire à hauteur de 56,8 % des parts du club.
En 1998, Michel Denisot cède sa place de président-délégué du PSG à un autre poids lourd de la chaîne : Charles Biétry. Mais celui-ci démissionne au bout de quelques mois seulement, avec pour palmarès un Trophée des champions, et Laurent Perpère, chargé des finances du Groupe Canal+ de 1995 à 1998 puis de l'international à partir de 1998, prend alors le relais. Dès lors, le club accumule les dépenses excessives et s'endette lourdement. En 2000, Canal+ lance le projet "PSG Banlieue" pour aider le club de la capitale à retrouver les sommets. La star de ce projet, Nicolas Anelka, est recruté pour plus de 200 millions de Francs. Mais le projet est un échec complet et le PSG creuse sa dette. En 2001, le PSG doit dépenser à nouveau beaucoup d'argent pour acheter des joueurs. L'Association PSG cède alors l'ensemble de ses parts dans la SAOS, qui devient une SASP, à Canal+, qui monte à 90,8 % du capital. Mais les résultats sportifs de la saison 2001-2002 du Paris Saint-Germain continuent de rester en deçà des espérances : une malheureuse Coupe Intertoto gagnée l'été précédent et une décevante 4e place non-qualificative pour la prestigieuse Ligue des Champions. Le club de la capitale est alors déficitaire de plusieurs dizaines de millions d'euros chaque saison.
En 2003, Bertrand Méheut, tout juste nommé PDG de Canal+, décide d'installer un homme issu du monde du football à la tête du PSG plutôt qu'une personne issue du Groupe. L'heureux élu est Francis Graille. Un an plus tard, en 2004, Canal+ doit recapitaliser le club, ce qui permet d'effacer le plus gros de sa dette. Cette année-là voit également une 2e place en Ligue 1 et un succès en Coupe de France, premier trophée national pour le club de la capitale depuis 1998. En juillet de la même année, Canal+ rachète les parts de deux dirigeants historiques : Charles Talar (4,5 %) et Bernard Brochand (2,9 %). Mais le club continue de perdre beaucoup d'argent, ses dépenses restants bien plus importantes que ses revenus. Un audit commandité par Canal+ pointe une mauvaise gestion. Incapable de présenter un projet de reprise au groupe, Francis Graille est écarté en 2005 au profit de Pierre Blayau qui devient président du conseil de surveillance à titre bénévole. Il a pour objectif de redorer le blason du PSG.
Quelques mois plus tard, en août, Canal+ prend le contrôle total du club en rachetant à Alain Cayzac les 1,8 % manquants. Désormais à 100 % sous le giron de la chaîne cryptée, le PSG reste le seul club français largement déficitaire. La situation économique du club de la capitale n'étant pas très reluisante, cela pousse le Groupe Canal+, lui-même en grave difficulté financière au début des années 2000, à vouloir s'en séparer dans le cadre du projet de Bertrand Méheut de recentrer le groupe sur ses activités d'origine : l'audiovisuel. Un accord de vente est trouvé en avril 2006 avec un fonds d'investissement américain (Colony Capital), une société d'investissement française (Butler Capital Partners) et une banque américaine (Morgan Stanley). Juste avant la cession en juin 2006, le PSG s'offre un dernier trophée sous l'ère Canal+ avec une nouvelle Coupe de France.
Sur cet ultime succès, le Groupe Canal+ se désengage totalement du Paris Saint-Germain, après 15 années de présence et de gestion au sein du club de la capitale française. En plus des mauvais résultats sportifs et économiques du club (sur les huit dernières années, Canal a comblé 238 millions d'euros de pertes), Canal+ estime alors que le PSG contribue à détériorer l'image du Groupe (à cause, entre autres, de certains supporters violents et des affaires judiciaires sur des transferts douteux impliquant le sponsor Nike). Il n'est également désormais plus possible que le nouveau distributeur exclusif du championnat français à la télévision soit propriétaire d'un club, cette double casquette attirant de plus en plus de critiques de la part des dirigeants du football français.

### Canal+ Active
Anciennement filiale de Canal+ groupe après la période Canal Numedia, cette société fait partie intégrante du groupe. Canal+ Active est l'éditeur des sites web français de Canal+ (Canalplus.fr, Canalplusgroup.fr, Canalsat.fr, etc.), de vidéo à la demande (VàD) Canalplay, des services de télévision à la carte Cine+, Foot+ et Rugby+ (ex-Kiosque) ainsi que du service de télévision de rattrapage, pour les chaines Canal+, certaines chaînes du bouquet Canalsat et les chaînes gratuites I-Télé, D8 et D17. Ce service est accessible uniquement et sans supplément d'abonnement aux souscripteurs, via internet et les terminaux de réception (décodeurs).

### Canal+ Events
Anciennement baptisé Occade Sport, Canal+ Events, racheté en 2008, est spécialisé dans l'organisation d'événements sportifs et la régie de droits marketing sportifs. Il organise, par exemple, l'Open Sud de France de tennis de Montpellier, les Winter X Games Europe en collaboration avec ESPN et s'occupe du marketing du club de l'ASVEL Lyon-Villeurbanne. Il est cédé en 2013.

## Communication

### Activité de lobbying auprès des institutions de l'Union européenne
Le groupe Canal+ est inscrit depuis 2017 au registre de transparence des représentants d'intérêts auprès de la Commission européenne. Il déclare en 2015 pour cette activité des dépenses d'un montant compris entre 100 000 et 200 000 euros, et indique avoir perçu sur le même exercice 1 000 000 euros de subventions de l'Union européenne.

## Audience
| Année | C8         | CNews | CStar      | Total groupe |
| ----- | ---------- | ----- | ---------- | ------------ |
| 2007  | Non mesuré | 0,3   | Non mesuré | 0,3          |
| 2008  | Non mesuré | 0,4   | Non mesuré | 0,4          |
| 2009  | Non mesuré | 0,5   | Non mesuré | 0,5          |
| 2010  | Non mesuré | 0,7   | Non mesuré | 0,7          |
| 2011  | Non mesuré | 0,8   | Non mesuré | 0,8          |
| 2012  | 2,7        | 0,8   | 1,2        | 4,7          |
| 2013  | 3,2        | 0,8   | 1,3        | 5,3          |
| 2014  | 3,3        | 0,9   | 1,2        | 5,4          |
| 2015  | 3,5        | 1,0   | 1,2        | 5,7          |
| 2016  | 3,4        | 0,8   | 1,2        | 5,4          |
| 2017  | 3,3        | 0,6   | 1,2        | 5,1          |
| 2018  | 3,0        | 0,7   | 1,1        | 4,8          |
| 2019  | 2,9        | 0,8   | 1,2        | 4,9          |
| 2020  | 2,6        | 1,4   | 1,1        | 5,1          |
| 2021  | 2,6        | 2,0   | 1,1        | 5,7          |
| 2022  | 2,8        | 2,1   | 1,1        | 6,0          |
| 2023  | 3,1        | 2,3   | 1,1        | 6,5          |

## Mises en cause et controverses
En décembre 2009, BFM TV et NRJ 12 se plaignent de la numérotation imposée par Canalsat pour son offre de chaînes, qui ne correspond pas à celle de la Télévision numérique terrestre française. Ceci a pour conséquences pour les deux plaignantes d'être reléguées dans le fond de classement quand les antennes du groupe Canal+ sont privilégiées en début de liste et le Conseil supérieur de l'audiovisuel ordonne à Canalsat d'appliquer la numérotation TNT pour ces deux chaînes, mais Canalsat refuse de s'y plier.
Le groupe Canal+ a déposé les mots « planète » et « planet » à l’Institut national de la propriété industrielle (INPI), menaçant par la suite de poursuites judiciaires des revues, associations et sociétés qui utilisent le terme dans leur nom.

## Principaux actionnaires
Au 10 décembre 2024, après scission partielle de Vivendi :
| Famille Bolloré (Groupe Bolloré, Compagnie de l'Odet, Vincent Bolloré, Cyrille Bolloré et Sébastien Bolloré) | 31,04 % |
| Vivendi | 0,01 %  |